# جون وارد (لاعب كريكت)
جون وارد (14 سبتمبر 1948 - ) (بالإنجليزية: John Ward)‏ هو لاعب كريكت بريطاني.